# 부생육기
부생육기는 심복(沈復, 1763-? )의 자전적 소설이다. 그의 자는 삼백(三白)이며 1808년경에 씌여진 작품으로서 양인전(楊引傳)이 간행한 것이다. <규방기락(閨房記樂)> <한정기취(閑情記趣)> <감가기수> <낭유기쾌(浪遊記快)>   <중산기력(中山記歷)> <양생기도(養生記道)>의 독립된 6권으로 되었으나, 뒤의 2권은 없어지고 앞부분 4권만 현존한다. 대가족제도 속에서 고생하면서 남편에의 애정으로 일관한 죽은 아내에 대한 절절한 사모를 기조로 씌어졌으며, 지방관리의 비서를 지낸다든지 그림을 파는 빈궁한 생활을 하면서도, 속사(俗事)에 구애되지 않는 사나이의 성격이 가정생활 속에 부각되어 있다.